# Rugby a 15 nel 1975

## Attività internazionale

### Centenario della Irish Rugby Union
Proseguono i festeggiamenti per il centenario della Irish RFU. Questa volta si sfidano due selezioni, una anglo-gallese e una irlandese-scozzese
| Dublino 19 aprile 1975 | Inghilterra e Galles | 10 – 17 | Scozia e Irlanda | Lansdowne Road |

### Tour e test di metà anno
A metà anno è tradizione che le selezioni di rugby a 15, europee in particolare, ma non solo, si rechino fuori dall'Europa o nell'emisfero sud per alcuni test. Si disputano però anche molti incontri tra nazionali dello stesso emisfero Sud.
Il 1975 è un anno ricco di questi confronti.

## La Nazionale Italiana
- Tour in Scozia e Inghilterra: a settembre gli Azzurri si recano in tour in Gran Bretagna. L'evento importante è il match contro l'Under 23 inglese a Gosforth. È il primo incontro ufficiale contro una nazionale britannica, anche se di livello giovanile, che riapre il discorso avviato e subito interrotto tra il 1955 e il 1957, quando gli azzurri giocarono più volte contro la selezione delle London Counties. La sconfitta onorevole per 29-13 è salutata con soddisfazione, ma rimane evidente il gap con il mondo rugbystico più evoluto.

## I Barbarians
Nel 1975 la squadra ad inviti dei Barbarians ha disputato i seguenti incontri:
| Northampton 6 febbraio 1975 | East Midlands | 9 – 12 | Barbarians |  |

| Leicester 27 dicembre 1975 | Leicester Tigers | 11 – 20 | Barbarians | Welford Road |

## Campionati nazionali
- Africa:

| Sudafrica | Currie Cup | Northern Transvaal |

- Americhe:

| Argentina | Interprovinciale       | Buenos Aires     |
|           | Camp. di Buenos Aires  | CASI             |
| Brasile   | Campionato             | SPAC (SP)        |
| Canada    | Campionato Provinciale | British Columbia |

- Europa:

| Francia          | Campionato              | Beziers                |
|                  | Challenge du Manoir     | Beziers                |
| Galles           | Campionato              | Pontypool RFC          |
|                  | WRU Challenge Cup       | Llanelli RFC           |
| Inghilterra      | Campionato delle Contee | Gloucestershire        |
|                  | Coppa                   | Bedford Blues          |
| Irlanda          | Interprovinciale        | Ulster Rugby           |
| Italia           | Campionato              | Brescia                |
| Scozia           | Campionato              | Hawick                 |
| Unione Sovietica | Campionato              | Fili                   |
| Spagna           | Copa del Rey            | Atlético San Sebastián |
|                  | Campionato              | Arcquitetura Madrid    |
| Romania          | Campionato              | Farul Costanza         |
| Portogallo       | Coppa                   | Benefica               |

- Oceania:

| Nuovo Galles del Sud | Shute Shield  | Northern Suburbs |
| Queensland           | Premier Rugby | Brothers         |